# Brachycephalus tridactylus
Brachycephalus tridactylus es una especie de anfibio anuro de la familia Brachycephalidae.

## Distribución geográfica
Esta especie es endémica de Paraná en Brasil. Se encuentra a 900 m sobre el nivel del mar en la Serra do Morato en Guaraqueçaba.

## Publicación original
- Garey, Lima, Hartmann & Haddad, 2012: A new species of miniaturized toadlet, genus Brachycephalus (Anura: Brachycephalidae), from southern Brazil. Herpetologica, vol. 68, n.º 2, p. 266-271.[3]